# Jussi Kujala
Jussi Kujala (ur. 4 kwietnia 1983 w Tampere) – fiński piłkarz grający na pozycji pomocnika.

## Kariera klubowa
Karierę rozpoczął w Tampereen Ilves, w którym grał od 1989 do 1999. W 1999 trafił do Tampere United, w którym zadebiutował 10 maja 2000 w przegranym 0:3 meczu z FC Haka, a pierwszego gola strzelił 5 dni później w zremisowanym 3:3 spotkaniu z Vaasan Palloseura. W 2001 został zawodnikiem Ajaksu Amsterdam, jednakże nie rozegrał ani jednego meczu w pierwszej drużynie. W 2004 wrócił do Tampere United, z którym podpisał dwuletni kontrakt. W 2009 został zawodnikiem Turun Palloseura. 5 stycznia 2010 przebywał na testach w De Graafschap, a dwa tygodnie później podpisał dwuipółletni kontrakt z tym klubem. We wrześniu 2012 podpisał trzymiesięczny kontrakt z Tampereen Ilves. W styczniu 2013 przeszedł do Kuopion Palloseura. W sierpniu 2014 rozegrał jeden mecz w barwach KuFu-98, klubie filialnym KuPSu. W styczniu 2015 podpisał roczny kontrakt z Tampereen Ilves. W grudniu tegoż roku zakończył karierę.

## Kariera reprezentacyjna
W reprezentacji Finlandii zadebiutował 3 grudnia 2004 w zremisowanym bezbramkowo meczu z Omanem.